# 卡尔伯特·钱尼
卡尔伯特·纳撒尼尔·钱尼（英語：Calbert Nathaniel Cheaney，1971年7月17日—）是美国NBA联盟职业篮球运动员。他在1993年的NBA选秀中第1轮第6顺位被华盛顿子弹选中。